# Evenaarsprovincie

Locatie van de Evenaarsprovincie van 1966 tot 2015

De Evenaarsprovincie (Frans: Équateur) is een provincie in het westen van de Democratische Republiek Congo. De hoofdstad is Mbandaka, een stad aan de Kongo. De provincie heeft een oppervlakte van 103.902 km² en telt volgens een schatting uit 2005 1.626.606 inwoners, of 16 inwoners per km². Daarmee is dit de op 10 na grootste provincie van DR Congo en de op 21 na meest bevolkte provincie.

## Geografie
De Evenaarsprovincie grenst in het westen aan buurland Congo-Brazzaville. Van noord naar zuid zijn de omliggende provincies in klokwijzerszin Zuid-Ubangi, Mongala, Tshuapa en Mai-Ndombe.

## Provincie van 1966 tot 2015
De voormalige provincie Evenaarsprovincie, die van 1966 tot 2015 bestond, had een oppervlakte van 403.292 km² en had in 1998 6.017.000 inwoners wat een bevolkingsdichtheid van 14,9 inwoners per km² opleverde. Deze provincie omvatte naast de huidige provincie Evenaarsprovincie in het zuidwesten ook de provincies Noord-Ubangi, Zuid-Ubangi, Mongala en Tshuapa. De grote oude provincie grensde naast aan Congo-Brazzaville in het westen ook in het noorden aan de Centraal-Afrikaanse Republiek, in het oosten aan de voormalige provincie Orientale en in het zuiden aan de voormalige provincies Bandundu, Oost- en West-Kasaï.
Krachtens de constitutie van 2005 werd deze provincie gesplitst en werd de oude situatie van voor de provinciefusie van 1966 terug hersteld. De geplande ingangsdatum was februari 2009. Een datum die ruim werd overschreden. De herindeling ging uiteindelijk pas in juni 2015 in.
* = een stadsprovincie